# Bibliografia de Paul Goodman

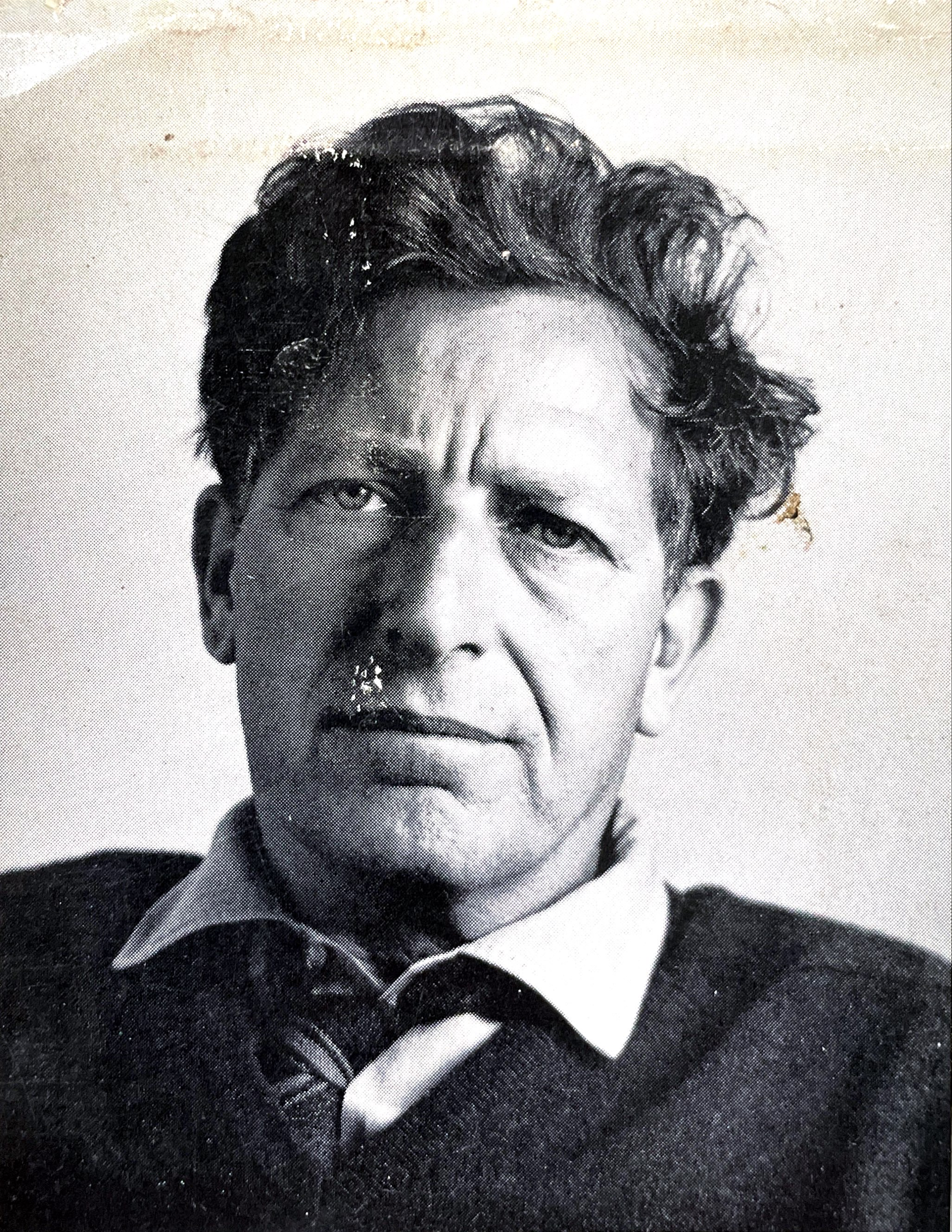
Goodmann, 1969

Esta é uma lista de obras de Paul Goodman (1911–1972), incluindo sua não-ficção, romances, contos, poesia e peças de teatro.

## Não-ficção

### Livros
- A Oração de Kafka (1947)
- Communitas (1947, com Percival Goodman )
- Gestalt Therapy (1951, com Fritz Perls e Ralph Hefferline )
- A Estrutura da Literatura (1954)
- Crescendo Absurdo (1960)
- Ensaios utópicos e propostas práticas (1962)
- A Comunidade de Estudiosos (1962)
- Miseducation obrigatório (1964)
- Pessoas ou Pessoal (1965)
- Cinco anos (1966)
- Como uma província conquistada (1967)
- Nova Reforma (1970)
- Fala e Linguagem (1971)
- Pequenas orações e experiência finita (1972)
- Espírito Criador Venha! Os Ensaios Literários de Paul Goodman (1977)
- Desenhando a linha: os ensaios políticos de Paul Goodman (1977)
- A natureza cura: os ensaios psicológicos de Paul Goodman (1977)
- Esperança Louca e Experiência Finita: Ensaios Finais de Paul Goodman (1994)

## Ficção
| - The Empire City (1959) - The Grand Piano: Or, The Almanac of Alienation (1942) - The State of Nature (1946) - The Dead of Spring (1950) - The Holy Terror (1959) - Parents' Day (1951) - Making Do (1963) - The Facts of Life (1945) - The Break-up of Our Camp, and Other Stories (1949) - Our Visit to Niagara (1960) - Adam and His Works (1968) - The Collected Stories and Sketches of Paul Goodman (1977–1980, four volumes) | - Jonah (1945) - Faustina (1949) - Childish Jokes: Crying Backstage (1951) - The Young Disciple (1955) - Tragedy and Comedy: Four Cubist Plays (1970) - Stop-light: Five Dance Poems (1941) - The Lordly Hudson: Collected Poems (1962) - Hawkweed (1967) - Homespun of Oatmeal Gray (1970) - Collected Poems (1973) |